# سوزنیان
سوزنیان(نام علمی: Raphidiidae) نام یک تیره از راسته مارمگس است.